# Vliegtuigspotten

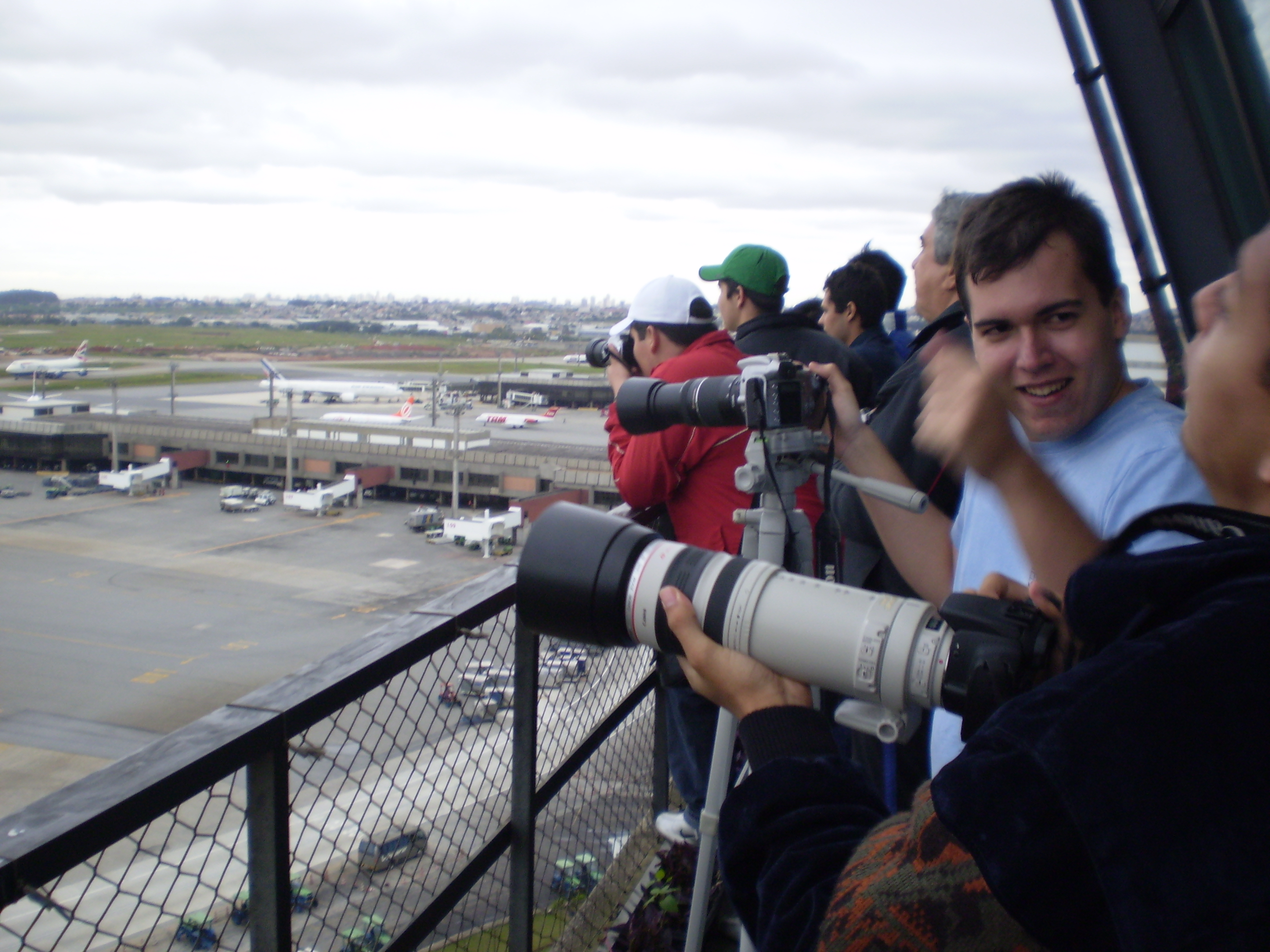
Vliegtuigspotters op de verkeerstoren van Sao Paulo International Airport Guarulhos

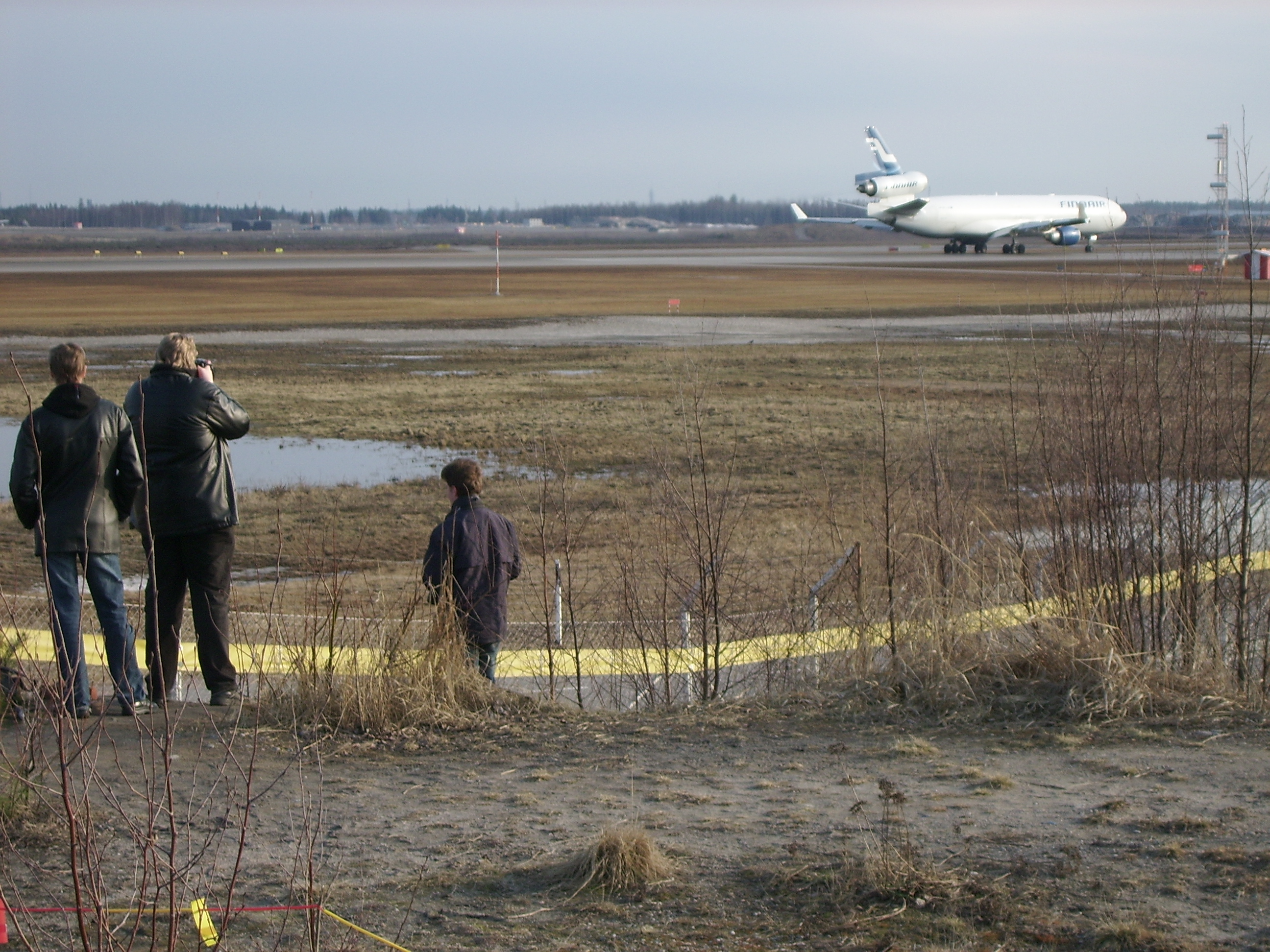
Vliegtuigspotters bij Luchthaven Helsinki-Vantaa in Vantaa, Finland

Vliegtuigspotten is de liefhebberij van het volgen van de bewegingen van vliegtuigen. Die liefhebbers noemt men vliegtuigspotters. Een vaste definitie van vliegtuigspotten is moeilijk te geven. In de spotterswereld bestaan diverse disciplines. Sommige spotters houden het bij het opschrijven van vliegtuigregistraties, anderen doen alles om zo veel mogelijk te fotograferen. Weer anderen vinden de meeste ontspanning in het luisteren naar het radioverkeer via een scanner. Ook een combinatie van deze is mogelijk, evenals het genre van het gespotte. Zo gaat de belangstelling van de ene spotter misschien uit naar militaire toestellen, terwijl anderen liever civiele toestellen willen zien. Maar ook daarin is weer een combinatie mogelijk.
Ook het doel van de hobby tussen spotters verschilt. Sommige spotters willen van een bepaalde type vliegtuig of een bepaalde maatschappij alles gezien hebben. Anderen maakt het niet uit wat ze zien of horen, zolang het maar vliegt. 
Op veel luchthavens zijn speciale plekken aangelegd waar kan worden gespot. Zo is op de Luchthaven Schiphol een panoramaterras op het dak van de terminal, dat gratis toegankelijk is. Ook zijn naast de landingsbanen verschillende plaatsen waar mag worden gespot. 
Spotters houden elkaar op de hoogte van wat ze hebben gezien of gehoord via diverse internetsites en magazines. Er zijn legio voorbeelden te noemen, maar AIRnieuws en Scramble zijn de bekendste spottersbladen. Scramble heeft ook een actief internetforum waar onder meer verwachte vliegbewegingen worden besproken. Voor nieuws omtrent de luchtvaart wordt vaak gebruikgemaakt van de website Luchtvaartnieuws.nl, waar dagelijks nieuws wordt gebracht uit de wereld van de civiele luchtvaart. Ook bestaan er legio boeken met vliegtuigregistraties zoals de Military Aircraft Serial Review, Military Aircraft Markings en Scramble Military Serials. Ook zijn er in de diverse appstores speciale vluchttrackers verkrijgbaar, apps waarmee vliegtuigen kunnen worden gevolgd, zodat vliegtuigspotters ook op hun telefoon kunnen zien wanneer er een vliegtuig gaat landen.
Binnen Nederland zijn ook veel spottersverenigingen, die er vaak samen op uit trekken om te gaan spotten. Ook worden activiteiten georganiseerd als wedstrijden vliegtuigherkenning en spotterskampioenschappen.  
In sommige landen trekt het al te nadrukkelijk volgen van vooral militaire vliegtuigen de aandacht van de autoriteiten, en kunnen vliegtuigspotters vastgezet worden op verdenking van spionage. Een geval uit november 2001 betrof een groep van 12 Engelse en 2 Nederlandse spotters in Griekenland. Ze werden gearresteerd nadat ze waren geobserveerd door de Griekse politie tijdens een open dag van de Griekse luchtmacht op de vliegbasis in Kalamáta. Als ze schuldig zouden zijn bevonden, hadden ze mogelijk 20 jaar cel in een Griekse gevangenis kunnen krijgen. Uiteindelijk is de groep zes weken lang vastgehouden. Ze kwamen pas vrij na een rechtszaak, waarin o.a. ook Mat Herben, zelf een luchtvaartliefhebber, getuigde.